# Джалкинская соборная мечеть
Джалкинская соборная мечеть имени Султана Делимханова (чечен. Джалкар Султан Делимханов цIарах дина маьждиг) — построена возле автодороги «Кавказ», расположена в селе Джалка Гудермесского района, является самой большой джума-мечетью населенного пункта.

## История
Соборная мечеть им. Султана Сайтарбиевича Делимханова названа в честь отца депутата государственной думы А. С. Делимханова.
Возведение мечети было начато 2009 году. Финансирование данного проекта выполнялось на средства Регионального общественного фонда имени Ахмата-Хаджи Кадырова. Её строительство заняло два года, а открытие было приурочено к 60-летию Президента Чеченской Республики Ахмата-Хаджи Кадырова.
23 августа 2011 года прошло торжественное открытие мечети, где присутствовали местные жители и руководство Чеченской республики.

## Архитектура
Архитектура мечети сочетает в себе два стиля — классический османский и византийский.
Мечеть своим архитектурным обликом похожа на джума-мечети в других населенных пунктах республики, однако в архитектуру Джалкинской мечети были внесены существенные изменения, что придало ей свою неповторимую индивидуальность. Над устройством внутреннего и внешнего интерьера мечети трудились лучшие турецкие мастера резьбы по камню, дереву и росписи.
Внешние и внутренние стены мечети отделаны мрамором — травертином, а интерьер храма обильно декорирован белым мрамором, который добывают на острове Мармара Адасы в Мраморном море (Турецкая провинция Балыкесир).
Общая площадь мечети — 2000 квадратных метров, а вместимость — 5 тысяч человек. Мечеть венчает большой, высотою более двадцати и диаметром 15,5 м купол. Под центральным куполом установлена 6-метровая люстра с напылением из золота, она украшена кристаллами Swarovski. С северной стороны к мечети прилегает летняя галерея. Мечеть окружена четырьмя 47-метровыми минаретами, которые имеют по два балкона для совершения азана. Рядом с мечетью разбит небольшой парк.

## Галерея

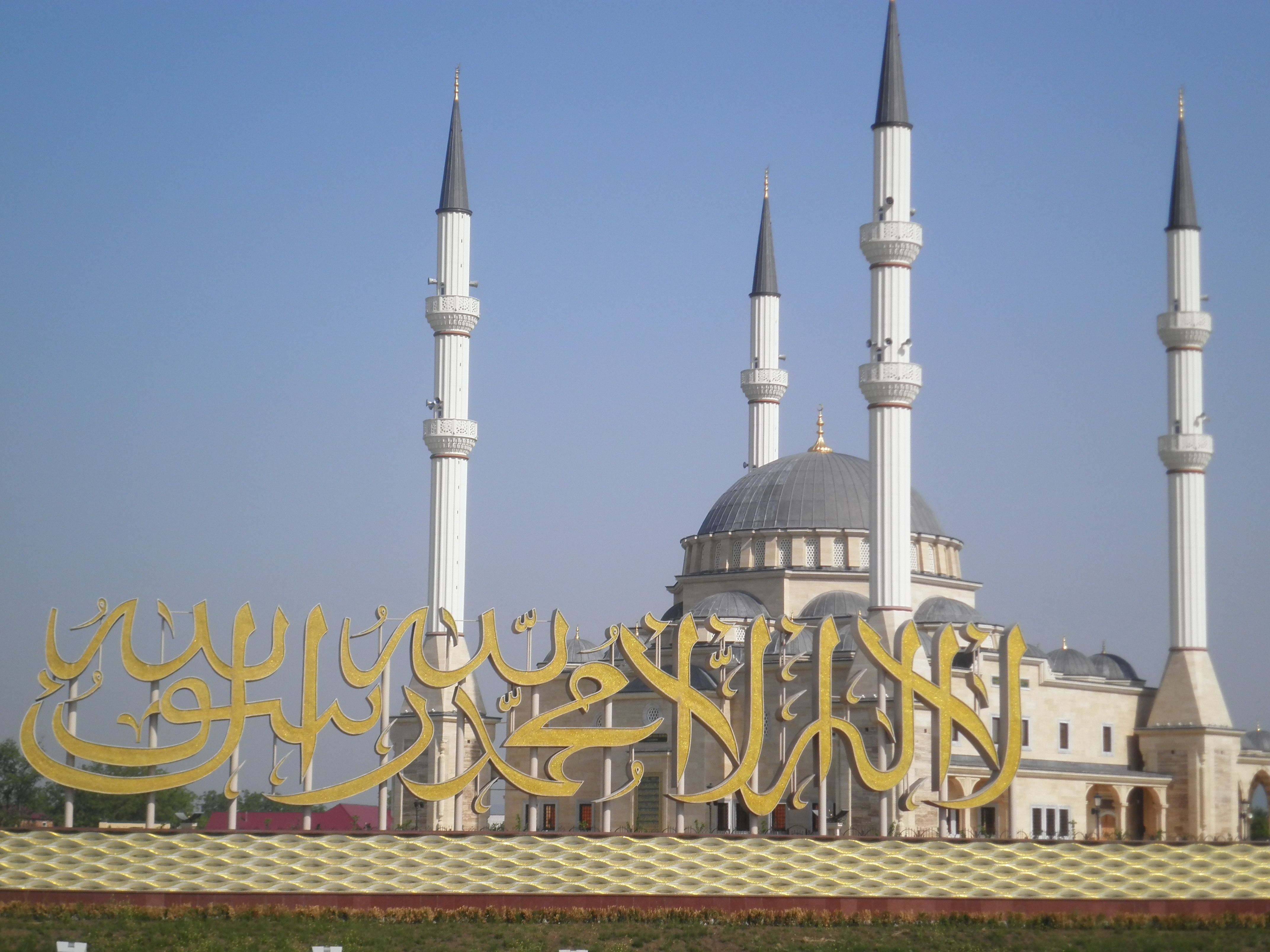
Надпись арабской каллиграфией на фоне мечети, 2012 год
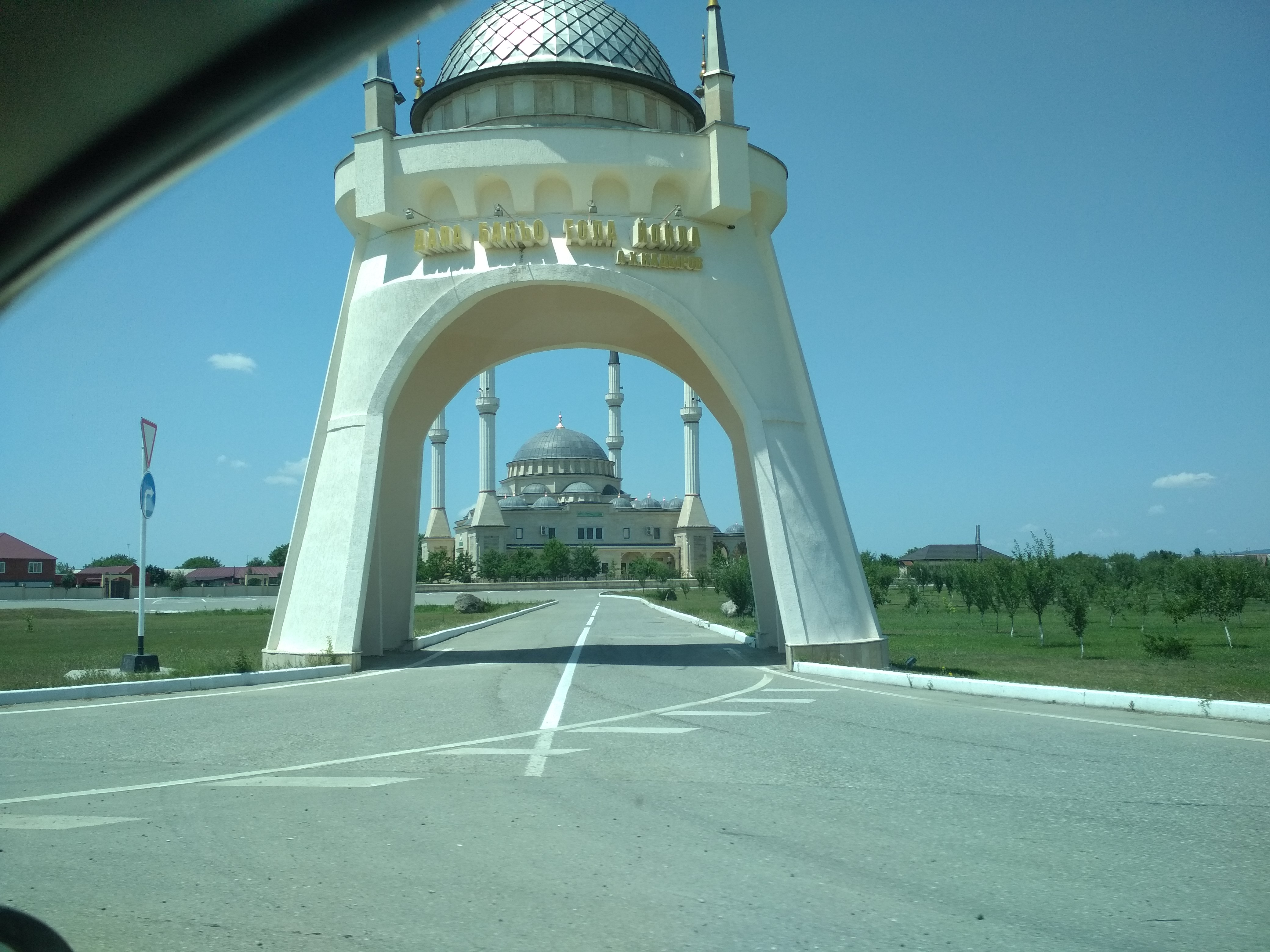
Вид мечети со стороны автомобильной дороги «Кавказ» Р-217.
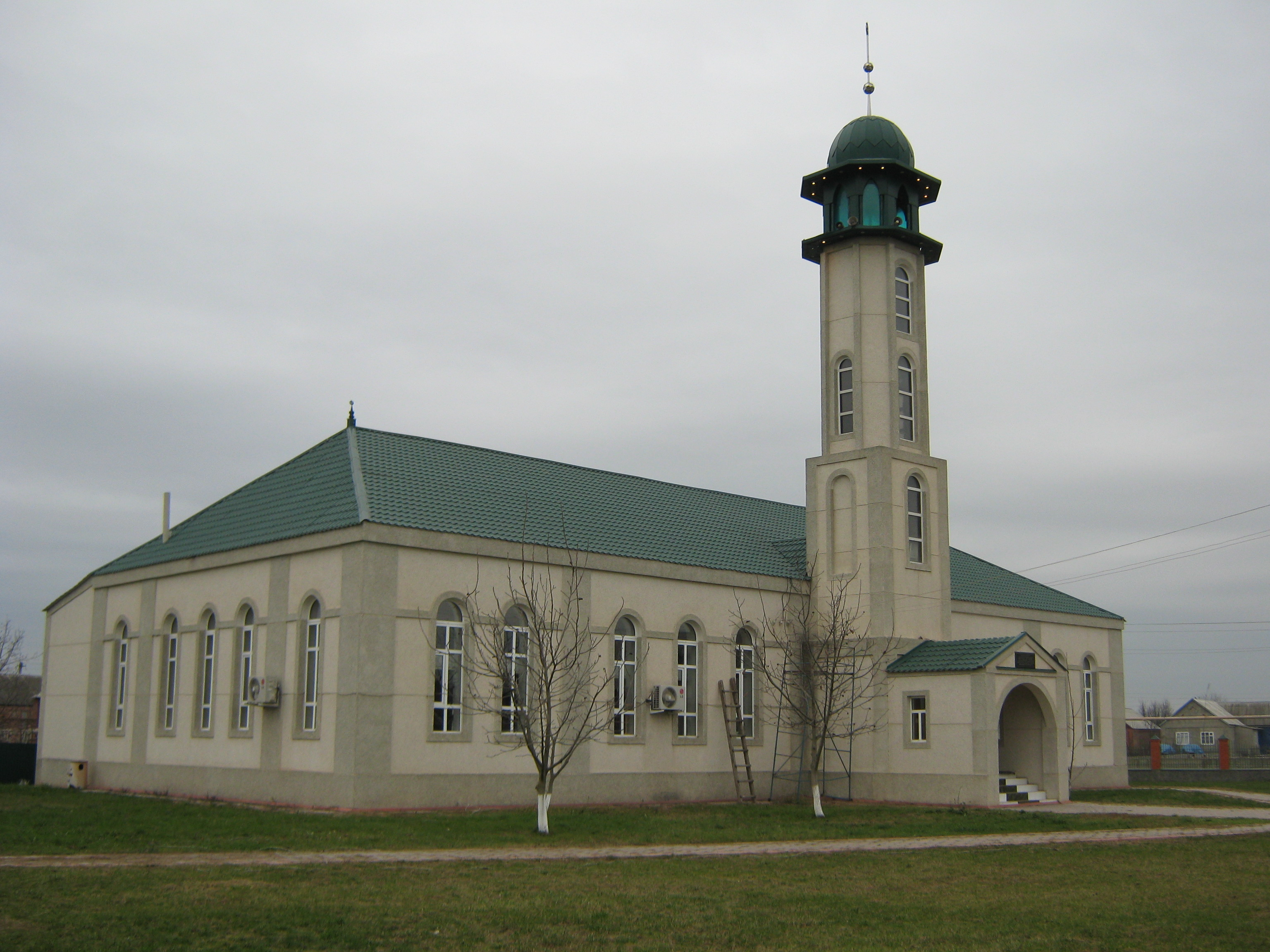
Старая джума-мечеть в селе Джалка